# Батюнинский проезд
Батюнинский проезд (ранее Проектируемый проезд № 5113) — улица в Юго-Восточном административном округе города Москвы на территории района Печатники.

## Происхождение названия
Наименование присвоено 1 октября 2014 года. Ранее — проектируемый проезд № 5113. Проезд, как и улица, названы по находившейся здесь деревне Батюнино (Батюнина), показанной уже на плане 1682 года и включённой в пределы Москвы в 1960 году. Название деревни образовано от антропонима Батюнин или Батюня (батя — «отец»). На некоторых картах проектируемый проезд № 5113 ошибочно именовался Новобатюнинской улицей.

## Описание
Проезд отходит от Батюнинской улицы примерно в 50 метрах к западу от её пересечения с Шоссейной улицей, и идёт на северо-запад.

## Транспорт

### Автобус
На проезде расположена остановка «Батюнинский проезд (ГСПТС) Государственная служба перемещения транспортных средств» автобуса 438. К востоку от начала проезда, на Шоссейной улице расположена остановка «Батюнинская улица» автобусов 161, 292, 438, 524, 646, 703, 736.

### Железнодорожный транспорт
К северо-востоку от улицы находится платформа Перерва.

## Особенности
Проезд практически целиком проходит вдоль промзоны и Курьяновской станции аэрации. К выставочному центру «Галерея «Печатники» (ул. Батюнинская, д. 14) практически примыкает Батюнинский пруд и небольшая зеленая вокруг него. В 2019 году территория была благоустроена по программе создания комфортной городской среды «Мой район». После реконструкции открылась для посетителей 17 августа 2019 года. В ходе строительных работы были укреплены берега пруда, установлено новое ограждение, проложены прогулочные и велодорожки, произведено дополнительное озеленение. В рекреационной зоне установили амфитеатр, установили новые МАФы, по просьбам местных жителей обустроили площадку для выгула собак.